# نیکلاس فری
نیکلاس فری (انگلیسی: Nicolas Frey؛ زادهٔ ۶ مارس ۱۹۸۴) بازیکن فوتبال اهل فرانسه است.
از باشگاه‌هایی که در آن بازی کرده‌است می‌توان به باشگاه فوتبال کیه‌وو ورونا، باشگاه فوتبال مودنا، و باشگاه فوتبال کن اشاره کرد.‌‌‌..